# Elecciones generales de Surinam de 1987
Las elecciones generales de Surinam de 1987 tuvieron lugar el 25 de noviembre del mencionado año con el objetivo de elegir a los 51 miembros de la Asamblea Nacional, la cual se ocuparía de investir al presidente de la República, ejerciendo sus funciones por el período 1988-1993. Se trató de las segundas elecciones parlamentarias desde la independencia del país sudamericano de los Países Bajos en 1975, así como los primeros comicios desde 1977. Se realizaron con el objetivo de restablecer la democracia constitucional tras casi ocho años de dictadura militar desde el golpe de estado de 1980, liderado por Dési Bouterse.
Los comicios se efectuaron bajo los lineamientos de la recién sancionada constitución de 1987, que establecía al presidente como jefe de estado y jefe de gobierno del país, pero mantenía el cargo responsable ante el parlamento electo, eliminando el cargo de primer ministro existente desde 1949. La constitución fue abrumadoramente aprobada en referéndum un mes antes de las elecciones. Se empleó un sistema de escrutino proporcional plurinominal con lista abierta, utilizando los diez distritos en los que Surinam se dividía como circunscripciones. El proceso electoral tuvo lugar en el marco de la guerra civil entre el Estado surinamés y las guerrillas cimarronas en las regiones orientales, el país se encontraba en medio de una situación devastadora y afrontando fuertes tensiones entre los diversos grupos étnicos que componían su población.
Seis fuerzas políticas presentaron listas de candidatos. El Partido Nacional de Surinam (NPS) y el Partido de la Reforma Progresista (VHP), los dos partidos que habían protagonizado la arena política durante el período previo al golpe de Estado y que lideraban desde entonces la oposición al régimen militar, resolvieron conformar una coalición para concurrir juntos a las elecciones, a la que se sumó el Partido para la Unión y la Solidaridad Nacional (KTPI). El bloque resultante empleó el nombre de «Frente para la Democracia y el Desarrollo» o FDO y presentó a Ramsewak Shankar (del VHP) como su candidato presidencial, mientras que el ex primer ministro Henck Arron (del NPS), fue su compañero de fórmula y candidato a vicepresidente. Los partidarios de Bouterse establecieron el Partido Nacional Democrático (NDP), bajo el liderazgo de Jules Wijdenbosch (último primer ministro del régimen), que fue percibido como el vehículo político del régimen imperante.
En contra de los pronósticos que anticipaban una competencia reñida, el FDO dominó las regiones costeras más pobladas y obtuvo una resonante victoria con más del 85,51 % de los votos válidamente emitidos y una mayoría calificada de 40 de los 51 escaños, lo que permanece hasta la fecha como el triunfo más aplastante de la historia electoral surinamesa. El NDP obtuvo el 9,29 % de los votos y fue la segunda fuerza más votada, pero no logró consolidar ningún bastión territorial propio y obtuvo 3 escaños. La marxista Unión Progresista de Trabajadores y Agricultores (PALU) se mostró fuerte entre los votantes cimarrones del este y obtuvo 4 escaños con un 1,69 % de los votos. El partido Pendawa Lima (PL), representante de la población de ascendencia javanesa, logró el 1,55 % y se impuso en las áreas remotas del sur, obteniendo los 4 escaños restantes. El Partido Laborista Surinamés (SPA) y el Partido del Desarrollo Popular de Surinam (PPRS) no obtuvieron escaños. La participación fue del 84,96 % del electorado registrado.
La Asamblea Nacional electa tomó posesión de su cargo el 13 de enero de 1988 e invistió a Shankar como presidente y a Arron como vicepresidente. A pesar de la transición nominal a un gobierno civil, Bouterse conservó un poder considerable como jefe del ejército. Shankar no pudo completar su mandato constitucional ya que fue derrocado por un nuevo golpe organizado por Bouterse en diciembre de 1990. Sin embargo, la democracia sería rápidamente restaurada un año más tarde en 1991.

## Resultados

### Nivel general
|  | 85.51 % |

|  | 9.29 % |

|  | 1.69 % |

|  | 1.57 % |

|  | 1.55 % |

|  | 0.39 % |

|  | 97.23 % |

|  | 2.77 % |

|  | 100.00 % |

|  | 84.96 % |

### Resultados por distrito
|  | 87.83 % |

|  | 8.82 % |

|  | 1.84 % |

|  | 0.81 % |

|  | 0.50 % |

|  | 0.20 % |

|  | 97.79 % |

|  | 2.21 % |

|  | 100.00 % |

|  | 88.78 % |

|  | 89.04 % |

|  | 6.72 % |

|  | 1.46 % |

|  | 1.01 % |

|  | 1.01 % |

|  | 0.77 % |

|  | 97.79 % |

|  | 2.21 % |

|  | 100.00 % |

|  | 87.82 % |

|  | 86.37 % |

|  | 9.50 % |

|  | 1.79 % |

|  | 1.26 % |

|  | 1.08 % |

|  | 97.77 % |

|  | 2.23 % |

|  | 100.00 % |

|  | 56.66 % |

|  | 67.57 % |

|  | 15.76 % |

|  | 15.00 % |

|  | 1.67 % |

|  | 96.26 % |

|  | 3.74 % |

|  | 100.00 % |

|  | 90.39 % |

|  | 82.46 % |

|  | 14.25 % |

|  | 1.39 % |

|  | 1.28 % |

|  | 0.63 % |

|  | 97.77 % |

|  | 2.23 % |

|  | 100.00 % |

|  | 94.91 % |

|  | 82.84 % |

|  | 6.71 % |

|  | 3.28 % |

|  | 2.72 % |

|  | 2.63 % |

|  | 1.83 % |

|  | 96.77 % |

|  | 3.23 % |

|  | 100.00 % |

|  | 94.64 % |

|  | 48.16 % |

|  | 33.85 % |

|  | 17.99 % |

|  | 71.90 % |

|  | 28.10 % |

|  | 100.00 % |

|  | 38.92 % |

|  | 75.54 % |

|  | 20.78 % |

|  | 2.80 % |

|  | 0.89 % |

|  | 97.86 % |

|  | 2.14 % |

|  | 100.00 % |

|  | 90.53 % |

|  | 54.90 % |

|  | 24.12 % |

|  | 20.98 % |

|  | 63.41 % |

|  | 36.59 % |

|  | 100.00 % |

|  | 46.00 % |

|  | 74.86 % |

|  | 25.14 % |

|  | 86.52 % |

|  | 13.48 % |

|  | 100.00 % |

|  | 72.11 % |